# Чикахомини

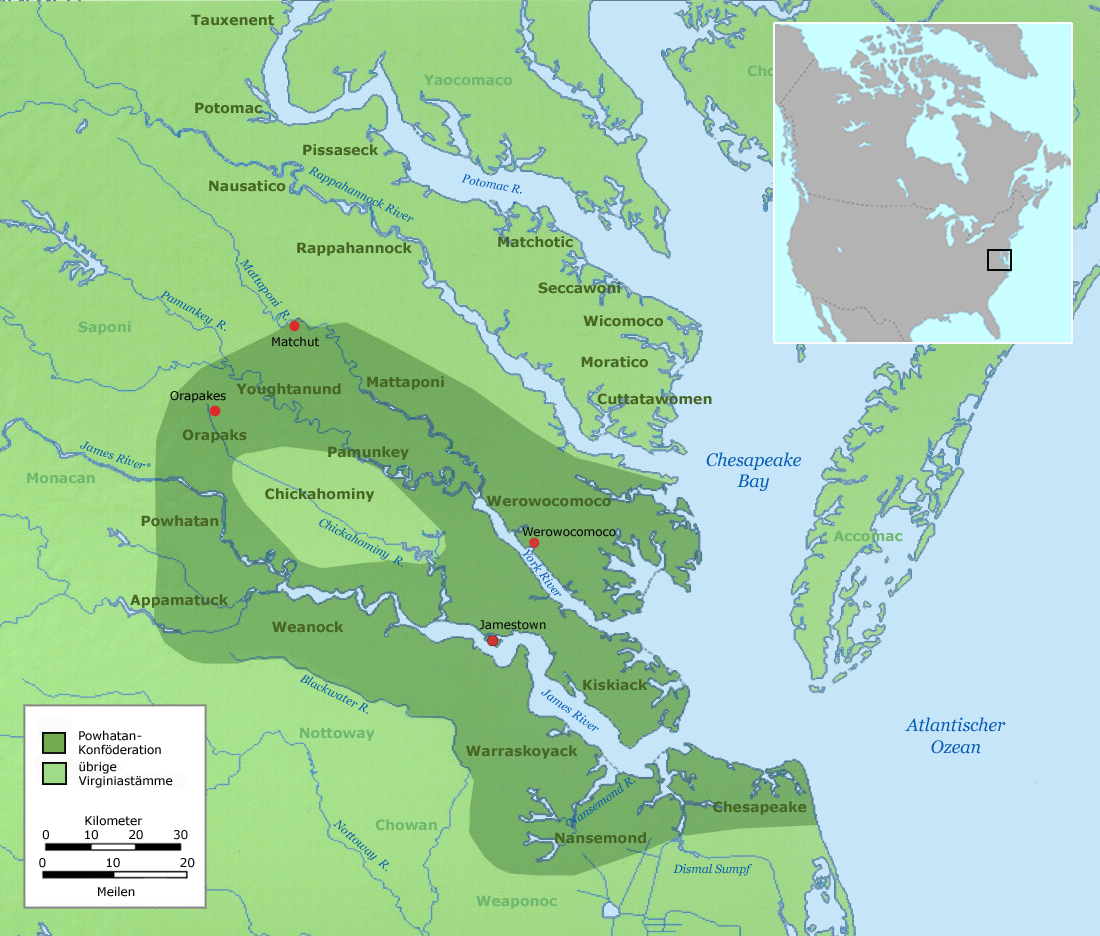
Традиционная территория чикахомини и соседних племён

Чикахомини (англ. Chickahominy) — племя североамериканских индейцев алгонкинской языковой группы. Традиционные земли племени находились в прибрежном регионе вдоль реки Чикахомини на территории современного американского штата Виргиния. В 1983 году от племени официально отделились восточные чикахомини. В январе 2018 года оба племени, чикахомини и восточные чикахомини, получили федеральное признание.

## История
В 1607 году, когда английские колонисты основали Джеймстаун, чикахомини жили в поселениях вдоль реки Чикахомини. Они говорили на диалекте алгонкинского языка и придерживались культуры, сходной с культурой других алгонкиноязычных племён Поухатанской конфедерации. Хотя они жили в самом центре  политического союза алгонкиноязычных племён, чикахомини не посылали своего представителя в совет альянса примерно до 1616 года. И в отличие от соседних племён, ими руководил не верховный вождь, а совет старейшин и религиозных лидеров.
Из-за своей близости к Джеймстауну чикахомини рано вступили в контакт с англичанами, торгуя с Джоном Смитом во время его нескольких путешествий вверх по реке Чикахомини в 1607 году. Племя помогало англичанам выживать в течение первых нескольких зим, обменивая продовольствие на английские товары, поскольку поселенцы были плохо подготовлены к ведению сельского хозяйства и освоению своих земель. Чикахомини также научили англичан выращивать и сохранять зерновые культуры в местных условиях. После Первой англо-поухатанской войны чикахомини заключили договор с английскими колонистами, предоставив 300 воинов на случай войны с испанцами.
Со временем англичане начали расширять свои поселения и вытеснили чикахомини с их традиционных земель. В 1644 году племя присоединилось к верховному вождю поухатанской конфедерации Опечанканоу в его нападениях на колонистов. Конфликт был прекращён после того, как англичанам удалось в 1646 году захватить в плен Опечанканоу. После окончания войны племя было вынуждено уступить большую часть своих земель, чтобы заключить мирный договор. Чикахомини переселились в резервацию, выделенную соглашением в районе Паманки-Нек, рядом с другим алгонкинским племенем, паманки, между реками Маттапони и Паманки на территории современного округа Кинг-Уильям.
Чикахомини оставались там до 1661 года, когда снова переселились к верховьям реки Маттапони. В 1677 году чикахомини были в числе племён, подписавших мирный договор с королём Англии. Согласно условиям договора, несколько племён были объединены под властью лидера племени паманки Кокакоске, но раппаханноки и чикахомини отказались подчиняться ей и платить дань, так как они с 1646 года не состояли в поухатанской конфедерации.
Чикахомини потеряли право собственности на последнюю часть своих земель в резервации в 1718 году, но продолжал жить в этом районе в течение некоторого времени. Те, кто не слился с паманки и другими племенами, мигрировали обратно на территорию современных округов Чарльз-Сити и Нью-Кент, ближе к своей первоначальной родине. Как и другие индейцы Виргинии, чикахомини боролись за сохранение своей самобытности и культуры в XIX и XX веках. Закон о расовой неприкосновенности 1924 года и последующие законодательные акты запрещали межрасовые браки в штате и требовали добровольной расовой идентификации в свидетельствах о рождении и браке. «Белые» определялись как не имеющие следов африканского происхождения, в то время как все остальные люди, включая индейцев, определялись как «цветные» (англ. colored).

## Современное положение

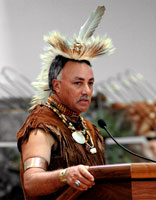
Уэйн Эдкинс, член племени, представляет чикахомини в Великобритании

Чикахомини, тем не менее, предприняли шаги для утверждения своей идентичности. Племя реорганизовалось в начале 1900-х годов. В 1901 году старая церковь на земле племени была реорганизована в индейскую баптистскую церковь Самарии, насчитывавшую 90 членов в 1910 году и 210 в 1945 году. В 1962 году была построена новая церковь, которая в 1987 году стала баптистской церковью Самарии. 25 марта 1983 года штат Виргиния официально признал племя, которым управляют вождь, два помощника вождя и совет из двенадцати человек. 29 января 2018 года племя было признано на федеральном уровне.

## Восточные чикахомини
Чикахомини, проживающие в округе Нью-Кент основали собственную школу в 1910 году. В 1920—1921 годах они организовались как отдельное племенное правительство. Некоторые члены племени утверждали, что раскол произошёл из-за расстояния между племенными центрами в двух округах — Нью-Кент и Чарльз-Сити, составляющего двадцать миль туда и обратно, в то время как другие ссылались на церковные проблемы и разногласия по поводу создания резервации. Западная ветвь племени выступала против резервации, в то время как восточная — поддерживала её. В сентябре 1922 года восточные чикахомини организовали индейскую баптистскую церковь Сенакоммоко. В 1925 году штат Виргиния выдал племени свидетельство о регистрации. 25 марта 1983 года штат Виргиния официально признал племя восточные чихакомини, а 29 января 2018 года племя было признано на федеральном уровне.

## Население
Согласно подсчётам Томаса Джефферсона, в 1607 году в племени было не менее 250 воинов, в 1669 году их осталось лишь около 60. В 1722 году сообщалось, что общая численность племени была около 80 человек. В 1905 году насчитывалось около 220 чихакомини, проживающих в округах Нью-Кент и Чарльз-Сити. В 1925 году в Виргинии чикахомини ещё существовали как племя.
Согласно переписи населения США в 2010 году численность племени составляла 988 человек.